# Dariénbergen
Dariénbergen (spanska: Serranía del Darién) är en bergskedja på Panamanäset i Centralamerika, vid Darién-gapet. Den löper från östra Panama till departementet Chocó i Colombia. Högsta toppen är Cerro Tacarcuna på 1875 meter över havet. 